# The Big O
The Big O (jap. THE ビッグオー, The Biggu Ō) ist eine Anime-Fernsehserie aus dem Jahr 1999 von Hajime Yatate. Der Anime wurde vom japanischen Zeichner Hitoshi Ariga auch als Manga umgesetzt. 

## Veröffentlichungen

### Anime
The Big O lief von Oktober 1999 bis Januar 2000 in dreizehn Episoden auf dem japanischen Fernsehsender WOWOW. Produziert wurde die Serie vom Animationsstudio Sunrise, Regie führte Kazuyoshi Katayama. Das Drehbuch zu The Big O wurde von Chiaki J. Konaka geschrieben.
2001 strahlte Cartoon Network den Anime im US-amerikanischen Fernsehen aus und koproduzierte eine zweite Staffel. Die ebenfalls dreizehnteilige Staffel wurde von Januar bis März 2003 im japanischen Fernsehen erstmals ausgestrahlt und lief wenige Monate später auch auf Cartoon Network in den USA:

### Manga
Hitoshi Ariga begann zur Zeit der Ausstrahlung der ersten Staffel, eine Manga-Serie auf Basis der Geschichte von Hajime Yadate zu zeichnen, die bis 2001 im Manga-Magazin Magazine Z veröffentlicht wurde. Von 2002 bis 2003 folgte die Nachfolgeserie The Big O – Lost Season zur zweiten Staffel. Der Kōdansha-Verlag brachte The Big O auch in sechs und The Big O – Lost Season in zwei Sammelbänden heraus.
Die ersten 14 Kapitel des Mangas wurden in Deutschland in der Manga Power veröffentlicht.

## Handlung
In der Stadt Paradigm City bekämpft der Riesenroboter Megadeus, auch „The Big O“ genannt, das Verbrechen. Er wird heimlich gesteuert von Roger Smith, der in seinem Beruf als Unterhändler zwischen Kriminellen und deren Erpressungsopfern vermittelt.